# 守護陵寢大臣
守護陵寢大臣，為清朝、滿洲國設置管理與維護清東陵、清西陵事務的官員，為陵寢承辦事務衙門主管官員，分別稱守護東陵大臣、守護西陵大臣。

## 建置
守護陵寢大臣由宗室貝勒、貝子、鎮國公、輔國公簡任，無定員。職掌與陵寢總管內務府大臣共同管理承辦事務衙門，及各處陵寢陵寢內務府、陵寢禮部、陵寢工部各官及執事人役。

## 沿革
最初於康熙二年（1663年）任命内大臣、侍衛守護清孝陵。六十一年（1722年）十二月，完成景陵，雍正帝特命以王公守護，額外設置大學士、尚書、侍郎、領侍衛内大臣、内務府總管大臣、副都統、散秩大臣、乾清門侍衛、御前侍衛、侍衛等員銜，皆遇缺不再除授。
雍正二年（1724年）七月，雍正帝諭以兄弟一人封王爵、子侄二人封公爵，居住於陵區，守護景陵，並令郡王允禵守護。
乾隆二年（1737年）設東陵承辦事務衙門，各鑄給印章，以守陵之貝勒、貝子、鎮國公、輔國公及陵寢内務府總管大臣領其政令；隨後又規定以貝勒二人、公一人、大臣官員十人、侍衛十人守護清泰陵，皆奉旨除授。
嘉慶六年（1801年）二月二十七日，上諭內閣，嗣後守護陵寢由宗人府每屆滿三年開列在京之貝勒、貝子、鎮國公、輔國公名單具奏，由皇帝酌量更換。

## 歷任東西陵大臣

### 東陵
| 人名 | 旗籍       | 支族                 | 爵位           | 年份                                     | 本任官職                                 |
| ---- | ---------- | -------------------- | -------------- | ---------------------------------------- | ---------------------------------------- |
| 允祉 | 鑲藍旗滿洲 | 聖祖第三子           | 和碩親王       | 雍正元年至八年（1723年－1730年）         | 無                                       |
| 允禵 | 鑲藍旗滿洲 | 聖祖第十四子         | 多羅郡王       | 雍正元年至三年（1723年－1725年）         | 無                                       |
| 盛昌 | 正藍旗滿洲 | 太祖第七子阿巴泰系   | 奉恩輔國公     | 乾隆二十三年（1758年）                   | 無                                       |
| 弘謙 | 正藍旗滿洲 | 聖祖第二十三子允祁系 | 固山貝子       | 乾隆五十年至嘉慶二十年（1785年－1815年） | 無                                       |
| 永臶 | 正紅旗滿洲 | 聖祖第十五子允禑系   | 多羅貝勒       | 嘉慶九年至十二年（1804年－1807年）       | 已革右翼前鋒統領                         |
| 綿㣚 | 正紅旗滿洲 | 聖祖第十七子允禮系   | 固山貝子       | 嘉慶十二年至十五年（1807年－1810年）     | 無                                       |
| 永康 | 正藍旗滿洲 | 聖祖第二十三子允祁系 | 奉恩鎭國公     | 嘉慶二十年（1815年）                     | 無                                       |
| 永臶 | 正紅旗滿洲 | 聖祖第十五子允禑系   | 多羅貝勒       | 嘉慶二十年（1815年）                     | 已革左翼前鋒統領                         |
| 綿岫 | 正紅旗滿洲 | 聖祖第十五子允禑系   | 固山貝子       | 道光元年至三年（1821年－1823年）         | 委散秩大臣                               |
| 奕奎 | 鑲白旗滿洲 | 聖祖第五子允祺系     | 奉恩鎭國公     | 道光三年（1823年）                       | 無                                       |
| 奕緒 | 鑲紅旗滿洲 | 高宗第三子永璋系     | 固山貝子       | 道光七年至八年（1827年－1828年）         | 無                                       |
| 恒明 | 正藍旗滿洲 | 太祖第七子阿巴泰系   | 奉恩輔國公     | 道光七年至八年（1827年－1828年）         | 無                                       |
| 有麟 | 鑲紅旗滿洲 | 太祖第一子褚英系     | 奉恩鎭國公     | 道光十一年（1831年）                     | 二等侍衛署馬蘭鎮總兵兼東陵總管內務府大臣 |
| 綿清 | 鑲白旗滿洲 | 聖祖第七子允祐系     | 固山貝子       | 道光十三年（1833年）                     | 正藍旗蒙古副都統、鑲黃旗宗室總族長       |
| 奕緒 | 鑲紅旗滿洲 | 高宗第三子永璋系     | 固山貝子       | 道光十六年至十七年（1836年－1837年）     | 前左翼近支宗室族長                       |
| 奕絪 | 鑲白旗滿洲 | 高宗第八子永璇系     | 多羅貝勒       | 道光十九年（1839年）                     | 內大臣                                   |
| 景綸 | 正藍旗滿洲 | 太祖第七子阿巴泰系   | 奉恩輔國公     | 道光十九年（1839年）                     | 無                                       |
| 永康 | 正藍旗滿洲 | 聖祖第二十三子允祁系 | 奉恩鎭國公     | 道光二十二年（1842年）                   | 無                                       |
| 有鳳 | 鑲紅旗滿洲 | 太祖第一子褚英系     | 奉恩鎮國公     | 道光二十二年（1842年）                   | 散秩大臣                                 |
| 載鈖 | 鑲白旗滿洲 | 聖祖第十二子允祹系   | 固山貝子       | 道光二十五年（1845年）                   | 無                                       |
| 載容 | 正藍旗滿洲 | 世宗第五子弘晝系     | 固山貝子       | 道光二十六年（1846年）                   | 無                                       |
| 景崇 | 正藍旗滿洲 | 太祖第七子阿巴泰系   | 奉恩輔國公     | 道光二十六年（1846年）                   | 散秩大臣                                 |
| 奕絪 | 鑲白旗滿洲 | 高宗第八子永璇系     | 多羅貝勒       | 道光二十八年（1848年）                   | 右翼近支宗室第一族族長                   |
| 載茯 | 鑲白旗滿洲 | 聖祖第五子允祺系     | 奉恩輔國公     | 咸豐元年（1851年）                       | 二等侍衛                                 |
| 載容 | 正藍旗滿洲 | 世宗第五子弘晝系     | 固山貝子       | 咸豐元年至四年（1851年－1854年）         | 無                                       |
| 永康 | 正藍旗滿洲 | 聖祖第二十三子允祁系 | 奉恩鎭國公     | 咸豐四年至七年（1854年－1857年）         | 正藍旗宗室總族長、總理鑲白旗覺羅學       |
| 端秀 | 鑲紅旗滿洲 | 太祖第一子褚英系     | 奉恩輔國公     | 咸豐七年至九年（1857年－1859年）         | 正紅旗宗室總族長                         |
| 續銘 | 鑲藍旗滿洲 | 顯祖第三子舒爾哈齊系 | 奉恩輔國公     | 咸豐九年（1859年）                       | 無                                       |
| 純堪 | 正藍旗滿洲 | 太祖第七子阿巴泰系   | 奉恩輔國公     | 咸豐十年（1860年）                       | 無                                       |
| 載鋼 | 鑲藍旗滿洲 | 聖祖第二十一子允禧系 | 奉恩鎮國公     | 同治四年（1865年）                       | 三等侍衛                                 |
| 毓橚 | 正紅旗滿洲 | 高宗第十一子永瑆系   | 固山貝子       | 光緒元年（1875年）                       | 無                                       |
| 載帛 | 正藍旗滿洲 | 聖祖第十三子允祥系   | 奉恩輔國公     | 光緒三年至二十一年（1877年－1895年）     | 無                                       |
| 榮毓 | 鑲黃旗滿洲 | 世祖第二子福全系     | 奉恩鎮國公     | 光緒六年至十一年（1880年－1885年）       | 無                                       |
| 毓橚 | 正紅旗滿洲 | 高宗第十一子永瑆系   | 固山貝子       | 光緒七年（1881年）                       | 無                                       |
| 溥廉 | 正藍旗滿洲 | 世宗第五子弘晝系     | 奉恩鎮國公     | 光緒七年至十三年（1881年－1887年）       | 無                                       |
| 載遷 | 鑲紅旗滿洲 | 高宗第三子永璋系     | 奉恩鎮國公     | 光緒十二年（1886年）                     | 無                                       |
| 溥齡 | 鑲藍旗滿洲 | 聖祖第二十一子允禧系 | 奉恩鎮國公     | 光緒十四年至二十三年（1888年－1897年）   | 無                                       |
| 麟嘉 | 正藍旗滿洲 | 太祖第七子阿巴泰系   | 奉恩輔國公     | 光緒十四年（1888年）                     | 無                                       |
| 光裕 | 鑲紅旗滿洲 | 太祖第一子褚英系     | 奉恩輔國公     | 光緒十七年（1891年）                     | 散秩大臣                                 |
| 奎瑛 | 鑲藍旗滿洲 | 顯祖第三子舒爾哈齊系 | 奉恩輔國公     | 光緒十七年（1891年）                     | 無                                       |
| 意普 | 正藍旗滿洲 | 太祖第七子阿巴泰系   | 奉恩輔國公     | 光緒十七年（1891年）                     | 無                                       |
| 毓崐 | 鑲白旗滿洲 | 高宗第八子永璇系     | 固山貝子       | 光緒二十三年（1897年）                   | 無                                       |
| 意普 | 正藍旗滿洲 | 太祖第七子阿巴泰系   | 奉恩輔國公     | 光緒二十四年（1898年）                   | 正藍旗宗室總族長                         |
| 載遷 | 鑲紅旗滿洲 | 高宗第三子永璋系     | 奉恩鎮國公     | 光緒二十四年（1898年）                   | 無                                       |
| 奎瑛 | 鑲藍旗滿洲 | 顯祖第三子舒爾哈齊系 | 奉恩輔國公     | 光緒二十六年（1900年）                   | 無                                       |
| 載澤 | 鑲藍旗滿洲 | 仁宗第五子綿愉系     | 奉恩鎮國公     | 光緒二十九年（1903年）                   | 右翼前鋒統領、右翼近支宗室第一族族長     |
| 載瀛 | 鑲白旗滿洲 | 仁宗第三子綿愷系     | 多羅貝勒       | 光緒三十一年（1905年）                   | 正藍旗漢軍都統、右翼近支宗室第一族族長   |
| 意普 | 正藍旗滿洲 | 太祖第七子阿巴泰系   | 奉恩輔國公     | 宣統元年（1909年）                       | 正藍旗宗室總族長                         |
| 毓彭 | 鑲藍旗滿洲 | 聖祖第三子允祉系     | 不入八分輔國公 | 民國十四年至十七年（1925年－1928年）     | 無                                       |
| 寶銘 | 正藍旗滿洲 | 太祖第十五子多鐸系   | 無             | 民國二十年（1931年）                     | 無                                       |
| 溥僩 | 鑲白旗滿洲 | 仁宗第三子綿愷系     | 固山貝子       | 康德三年（1936年）                       | 無                                       |
| 人名 | 旗籍       | 支族                 | 爵位           | 年份                                     | 本任官職                                 |

### 西陵
| 人名 | 旗籍       | 支族                 | 爵位           | 年份                                               | 本任官職                         |
| ---- | ---------- | -------------------- | -------------- | -------------------------------------------------- | -------------------------------- |
| 允禕 | 正藍旗滿洲 | 聖祖第二十子         | 多羅貝勒       | 雍正十三年（1735年）至乾隆二十年（1735年－1755年） | 無                               |
| 弘晀 | 鑲藍旗滿洲 | 聖祖第二子允礽系     | 奉恩輔國公     | 雍正十三年至乾隆三十四年（1735年－1769年）         | 無                               |
| 斐蘇 | 正藍旗滿洲 | 世祖第五子常穎系     | 多羅貝勒       | 雍正十三年至乾隆二十八年（1735年－1763年）         | 無                               |
| 永璥 | 鑲藍旗滿洲 | 聖祖第二子允礽系     | 奉恩輔國公     | 乾隆三十四年至五十二年（1769年－1787年）           | 宗人府左宗人                     |
| 綿德 | 正藍旗滿洲 | 高宗第一子永璜系     | 奉恩鎮國公     | 乾隆四十二年至五十一年（1777年－1786年）           | 無                               |
| 弘閏 | 正藍旗滿洲 | 聖祖第二十子允禕系   | 固山貝子       | 乾隆五十一年至五十六年（1786年－1791年）           | 無                               |
| 永哲 | 鑲白旗滿洲 | 聖祖第五子允祺系     | 固山貝子       | 嘉慶六年（1801年）                                 | 無                               |
| 永鋆 | 鑲白旗滿洲 | 聖祖第七子允祐系     | 多羅貝勒       | 嘉慶十二年（1807年）                               | 護軍統領                         |
| 永哲 | 鑲白旗滿洲 | 聖祖第五子允祺系     | 固山貝子       | 嘉慶十二年（1807年）                               | 無                               |
| 永臶 | 正紅旗滿洲 | 聖祖第十五子允禑系   | 多羅貝勒       | 嘉慶十五年（1810年）                               | 已革右翼前鋒統領                 |
| 綿齡 | 鑲藍旗滿洲 | 聖祖第十四子允禵系   | 奉恩鎮國公     | 嘉慶十八年至二十一年（1813年－1816年）             | 散秩大臣                         |
| 綿譽 | 正藍旗滿洲 | 聖祖第十三子允祥系   | 多羅貝勒       | 嘉慶十八年至二十一年（1813年－1816年）             | 乾清門行走                       |
| 奕綺 | 鑲藍旗滿洲 | 聖祖第二十一子允禧系 | 多羅貝勒       | 道光八年（1828年）                                 | 乾清門行走                       |
| 奕湘 | 正紅旗滿洲 | 聖祖第十七子允禮系   | 奉恩輔國公     | 道光十三年（1833年）                               | 散秩大臣                         |
| 崇錫 | 鑲紅旗滿洲 | 太祖第一子褚英系     | 奉恩輔國公     | 道光十六年（1836年）                               | 無                               |
| 有麟 | 鑲紅旗滿洲 | 太祖第一子褚英系     | 奉恩輔國公     | 道光十八年（1838年）                               | 散秩大臣                         |
| 永康 | 正藍旗滿洲 | 聖祖第二十三子允祁系 | 奉恩鎭國公     | 道光三十年（1850年）                               | 正藍旗宗室總族長                 |
| 載鈖 | 鑲白旗滿洲 | 聖祖第十二子允祹系   | 固山貝子       | 咸豐二年（1852年）                                 | 無                               |
| 奕絪 | 鑲白旗滿洲 | 高宗第八子永璇系     | 多羅貝勒       | 咸豐三年（1853年）                                 | 內大臣                           |
| 載容 | 正藍旗滿洲 | 世宗第五子弘晝系     | 固山貝子       | 咸豐六年至九年（1856年－1859年）                   | 散秩大臣、右翼近支宗室第一族族長 |
| 載茯 | 鑲白旗滿洲 | 聖祖第五子允祺系     | 奉恩輔國公     | 咸豐六年至十一年（1856年－1861年）                 | 鑲白旗宗室總族長                 |
| 奕橚 | 正紅旗滿洲 | 聖祖第十五子允禑系   | 奉恩鎮國公     | 咸豐十年（1860年）                                 | 無                               |
| 奕梁 | 鑲白旗滿洲 | 聖祖第七子允祐系     | 奉恩鎭國公     | 同治四年（1865年）                                 | 前任寧夏將軍                     |
| 純堪 | 正藍旗滿洲 | 太祖第七子阿巴泰系   | 奉恩輔國公     | 同治四年（1865年）                                 | 無                               |
| 載遷 | 鑲紅旗滿洲 | 高宗第三子永璋系     | 奉恩鎮國公     | 同治七年至光緒三年（1868年－1877年）               | 無                               |
| 載鋼 | 鑲藍旗滿洲 | 聖祖第二十一子允禧系 | 奉恩鎮國公     | 同治十三年（1874年）                               | 三等侍衛                         |
| 溥楙 | 鑲白旗滿洲 | 聖祖第十二子允祹系   | 奉恩鎮國公     | 光緒六年至七年（1880年－1881年）                   | 無                               |
| 載燦 | 正紅旗滿洲 | 聖祖第十五子允禑系   | 奉恩輔國公     | 光緒六年至九年（1880年－1883年）                   | 無                               |
| 載卓 | 正紅旗滿洲 | 聖祖第十七子允禮系   | 奉恩輔國公     | 光緒八年（1882年）                                 | 署泰寧鎮總兵兼西陵總管內務府大臣 |
| 榮毓 | 鑲黃旗滿洲 | 世祖第二子福全系     | 奉恩鎮國公     | 光緒十一年（1885年）                               | 無                               |
| 意普 | 正藍旗滿洲 | 太祖第七子阿巴泰系   | 奉恩輔國公     | 光緒十四年（1888年）                               | 無                               |
| 意普 | 正藍旗滿洲 | 太祖第七子阿巴泰系   | 奉恩輔國公     | 光緒十五年（1889年）                               | 無                               |
| 載卓 | 正紅旗滿洲 | 聖祖第十七子允禮系   | 奉恩輔國公     | 光緒十五年（1889年）                               | 右翼近支宗室第二族族長           |
| 毓橚 | 正紅旗滿洲 | 高宗第十一子永瑆系   | 固山貝子       | 光緒十八年（1892年）                               | 乾清門行走散秩大臣               |
| 溥芸 | 鑲紅旗滿洲 | 高宗第五子永琪系     | 奉恩鎮國公     | 光緒十八年（1892年）                               | 無                               |
| 載遷 | 鑲紅旗滿洲 | 高宗第三子永璋系     | 奉恩鎮國公     | 光緒十八年（1892年）                               | 無                               |
| 毓橚 | 正紅旗滿洲 | 高宗第十一子永瑆系   | 固山貝子       | 光緒二十四年至二十五年（1898年－1899年）           | 鑲紅旗宗室總族長                 |
| 奕謨 | 鑲藍旗滿洲 | 仁宗第五子綿愉系     | 貝勒銜固山貝子 | 光緒二十五年（1899年）                             | 正藍旗滿洲都統                   |
| 溥植 | 鑲白旗滿洲 | 聖祖第十二子允祹系   | 奉恩鎮國公     | 光緒二十五年至二十七年（1899年－1901年）           | 無                               |
| 載潤 | 鑲藍旗滿洲 | 仁宗第五子綿愉系     | 多羅貝勒       | 光緒二十八年（1902年）                             | 御前大臣、右翼近支宗室第三族族長 |
| 奎瑛 | 鑲藍旗滿洲 | 顯祖第三子舒爾哈齊系 | 奉恩輔國公     | 光緒三十三年（1907年）                             | 無                               |
| 人名 | 旗籍       | 支族                 | 爵位           | 年份                                               | 本任官職                         |

## 專陵守護大臣

### 清世宗泰陵
| 人名   | 籍貫             | 守陵銜         | 年份                 | 本任爵職                                       |
| ------ | ---------------- | -------------- | -------------------- | ---------------------------------------------- |
| 哈達哈 | 鑲黃旗滿洲       | 領侍衛內大臣   | 雍正十三年（1735年） | 領侍衛內大臣                                   |
| 魏廷珍 | 鑲黃旗滿洲       | 尚書           | 雍正十三年（1735年） | 休致禮部尚書                                   |
| 憲德   | 正白旗蒙古       | 尚書           | 雍正十三年（1735年） | 前任工部尚書                                   |
| 邁祿   | 鑲黃旗漢軍       | 都統           | 雍正十三年（1735年） | 前任直隸天津都統                               |
| 高起   | 鑲黃旗漢軍       | 都統           | 雍正十三年（1735年） | 前任兵部尚書                                   |
| 圖巴   | 正白旗滿洲       | 散秩大臣       | 雍正十三年（1735年） | 一等昭武侯                                     |
| 沙晉   | 鑲藍旗滿洲       | 散秩大臣       | 雍正十三年（1735年） | 一等男                                         |
| 留保   | 內務府鑲黃旗滿洲 | 侍郎           | 雍正十三年（1735年） | 禮部左侍郎                                     |
| 阿克敦 | 正藍旗滿洲       | 侍郎           | 雍正十三年（1735年） | 額外內閣學士署工部左侍郎                       |
| 盛安   | 鑲黃旗滿洲       | 總管內務府大臣 | 雍正十三年（1735年） | 一等輕車都尉兼一雲騎尉刑部左侍郎總管內務府大臣 |
| 田存德 | 鑲黃旗漢軍       | 副都統         | 雍正十三年（1735年） | 一等順義侯正紅旗漢軍副都統                     |
| 于永世 | 鑲紅旗漢軍       | 副都統         | 雍正十三年（1735年） | 正白旗漢軍副都統                               |
| 人名   | 旗籍             | 職銜           | 年份                 | 本任官職                                       |

### 清高宗裕陵
| 人名   | 籍貫             | 守陵銜       | 年份                             | 本任官職                     |
| ------ | ---------------- | ------------ | -------------------------------- | ---------------------------- |
| 蘇淩阿 | 正白旗滿洲       | 領侍衞內大臣 | 嘉慶四年（1799年）               | 休致東閣大學士               |
| 隆興   | 正白旗滿洲       | 都統         | 嘉慶四年至五年（1799年－1800年） | 一等褒績公前任鑲紅旗漢軍都統 |
| 梁肯堂 | 浙江杭州府錢塘縣 | 尚書         | 嘉慶四年至六年（1799年－1801年） | 前任漕運總督                 |
| 特克慎 | 正黃旗滿洲       | 三品卿銜     | 嘉慶六年至九年（1801年－1804年） | 休致太僕寺卿                 |
| 人名   | 旗籍             | 職銜         | 年份                             | 本任官職                     |

### 清仁宗昌陵
| 人名   | 籍貫                     | 守陵銜       | 年份                                     | 本任官職                     |
| ------ | ------------------------ | ------------ | ---------------------------------------- | ---------------------------- |
| 景安   | 鑲紅旗滿洲               | 領侍衛內大臣 | 嘉慶二十五年至道光二年（1820年－1822年） | 太子少保內大臣               |
| 蘇楞額 | 內務府正白旗滿洲         | 尚書         | 嘉慶二十五年至道光四年（1820年－1824年） | 前工部尚書鑲黃旗漢軍都統     |
| 李奕疇 | 河南歸德府夏邑縣         | 尚書         | 嘉慶二十五年至道光三年（1820年－1823年） | 前漕運總督                   |
| 慶溥   | 鑲黃旗滿洲               | 都統         | 嘉慶二十五年至道光二年（1820年－1822年） | 正黃旗蒙古副都統             |
| 西拉布 | 鑲藍旗滿洲               | 散秩大臣     | 嘉慶二十五年至道光三年（1820年－1823年） | 休致副都統                   |
| 葉紹楏 | 浙江湖州府歸安縣         | 侍郎         | 嘉慶二十五年至道光元年（1820年－1821年） | 前廣西巡撫候補員外郎         |
| 西拉布 | 鑲藍旗滿洲               | 領侍衛內大臣 | 道光三年至四年（1823年－1824年）         | 休致副都統                   |
| 綿清   | 鑲白旗左翼近支宗室第二族 | 領侍衛內大臣 | 道光四年至五年（1824年－1825年）         | 散秩大臣                     |
| 永明額 | 正藍旗左翼近支宗室第二族 | 領侍衛內大臣 | 道光六年至七年（1826年－1827年）         | 泰寧鎮總兵西陵總管內務府大臣 |
| 人名   | 旗籍                     | 職銜         | 年份                                     | 本任官職                     |

### 清宣宗慕陵
| 人名 | 籍貫       | 守陵銜 | 年份                                   | 本任官職                 |
| ---- | ---------- | ------ | -------------------------------------- | ------------------------ |
| 恩醇 | 鑲紅旗滿洲 | 副都統 | 道光三十年至咸豐二年（1850年－1852年） | 和碩額駙正白旗漢軍副都統 |
| 人名 | 旗籍       | 職銜   | 年份                                   | 本任官職                 |